# Jacob Volhard
Jacob Volhard (n. 4 iunie 1834, Darmstadt, Marele Ducat Hessa – d. 14 ianuarie 1910, Halle (Saale), Imperiul German) a fost un chimist german care a contribuit la descoperirea reacției de halogenare Hell-Volhard-Zelinsky.